# جزيرة بوندوك دايونغ
جزيرة بوندوك دايونغ وهي جزيرة من جزر إندونيسيا، وتقع في إقليم جاكارتا، في بولاو سيريبو ضمن شمال الجزر الألف.